# 애수의 샌프란시스코
"애수의 샌프란시스코"는 1975년 공개된 대한민국의 영화이다.

## 배역
- 신영균
- 윤일봉
- 양정화
- 정혜선
- 최난경
- 윤하영
- 오영화
- 조영희
- 이운성
- 이영호
- 정미경
- 임운심